# Lindhorst (Diesdorf)
Lindhorst war eine Gemeinde im Kreis Salzwedel im Bezirk Magdeburg, Deutsche Demokratische Republik, die von 1950 bis 1974 existierte. Das ehemalige Gemeindegebiet liegt heute vollständig auf dem Gebiet des Fleckens Diesdorf.

## Geschichte
Am 20. Juli 1950 wurden die Gemeinden Lindhof, Haselhorst und Molmke aus dem Landkreis Salzwedel zur neuen Gemeinde Lindhorst zusammengeschlossen. Bereits 1961 wurde der Ortsteil Molmke der Gemeinde Diesdorf zugeordnet.
Am 15. März 1974 erfolgte die Aufteilung. Der Ortsteil Lindhof kam zur Gemeinde Diesdorf und Haselhorst kam zu Waddekath. Die Gemeinde Lindhorst war somit aufgelöst. Waddekath wurde im Jahr 1991 nach Diesdorf eingemeindet.
Der Sitz der Gemeindeverwaltung war in Lindhof.

### Einwohnerentwicklung
| Jahr | Einwohner |
| ---- | --------- |
| 1964 | 159       |
| 1971 | 155       |